# Juan Nazario
Juan Nazario est un boxeur portoricain né le 27 septembre 1963 à Guaynabo.

## Carrière
Passé professionnel en 1982, il devient champion du monde des poids légers WBA le 4 avril 1990 après sa victoire par arrêt de l'arbitre au 8e round contre Edwin Rosario. Nazario perd sa ceinture dès le combat suivant en étant mis KO dès le 1er round par l'américain Pernell Whitaker lors d'un combat de réunification des ceintures WBA, WBC et IBF organisé le 11 août 1990. Il met un terme à sa carrière en 1993 sur un bilan de 25 victoires et 4 défaites.